# 宝光院 (南九州市)
宝光院（ほうこういん）は、かつて鹿児島県南九州市川辺町清水に存在した寺。宗派は真言宗であった。

## 沿革
起源は1200年、この地に下向した平氏の分家であるとされる河邊氏が菩提寺を建立したことに始まるとされる。
南北朝時代、河邊氏は南朝側に付いたために北朝側にたった島津氏に滅ぼされるが、寺はそのまま残った。
境内に阿弥陀堂があったが島津光久に召し上げられ、代わりに阿弥陀仏一体を下賜されて長らく本尊とした。寺内の持仏堂内には唐金仏像十一体があったという。
江戸時代には広大な規模を誇っていたが、宝永4年（1707年）12月13日、火災により消失した。
明治2年の廃仏毀釈により廃寺となった。

## 境内
- 山王社（清水村の産土神）[5][6]
- 祇園廟[5][7]

## 歴代住持
跡地の北東側には歴代住職の墓地が残っている。
慶範、宥範、政範、頼興、快範、秀意、頼意、快翁、頼賢、寿故、覚音、弘円、宥永などの名があり、覚先、恵賢、覚禿、雄雅、宥長、照応、盛長、盛恕、周峯、盛養、無染、恵山、宥伝、といった名も見られる。

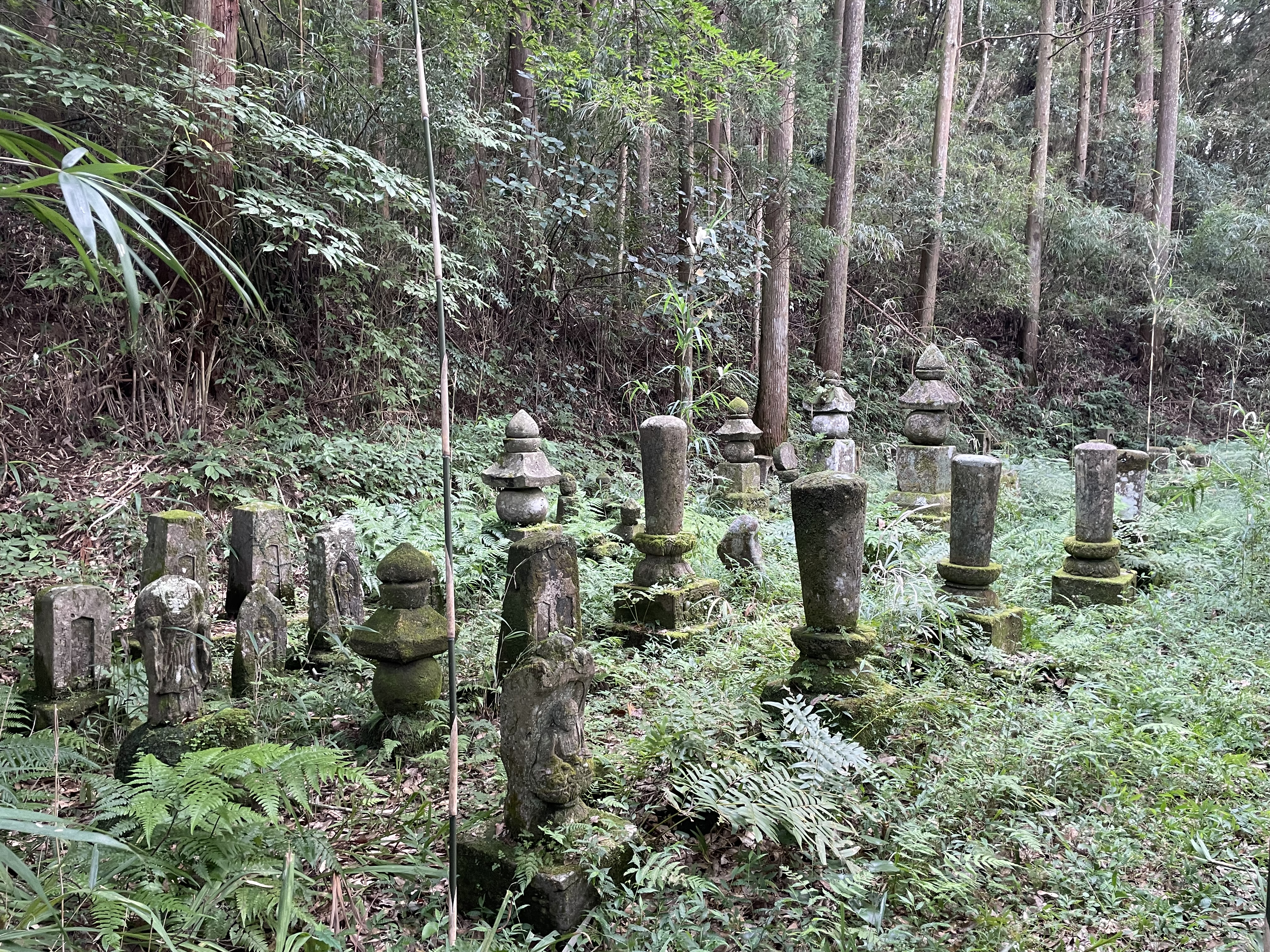
歴代住持の墓
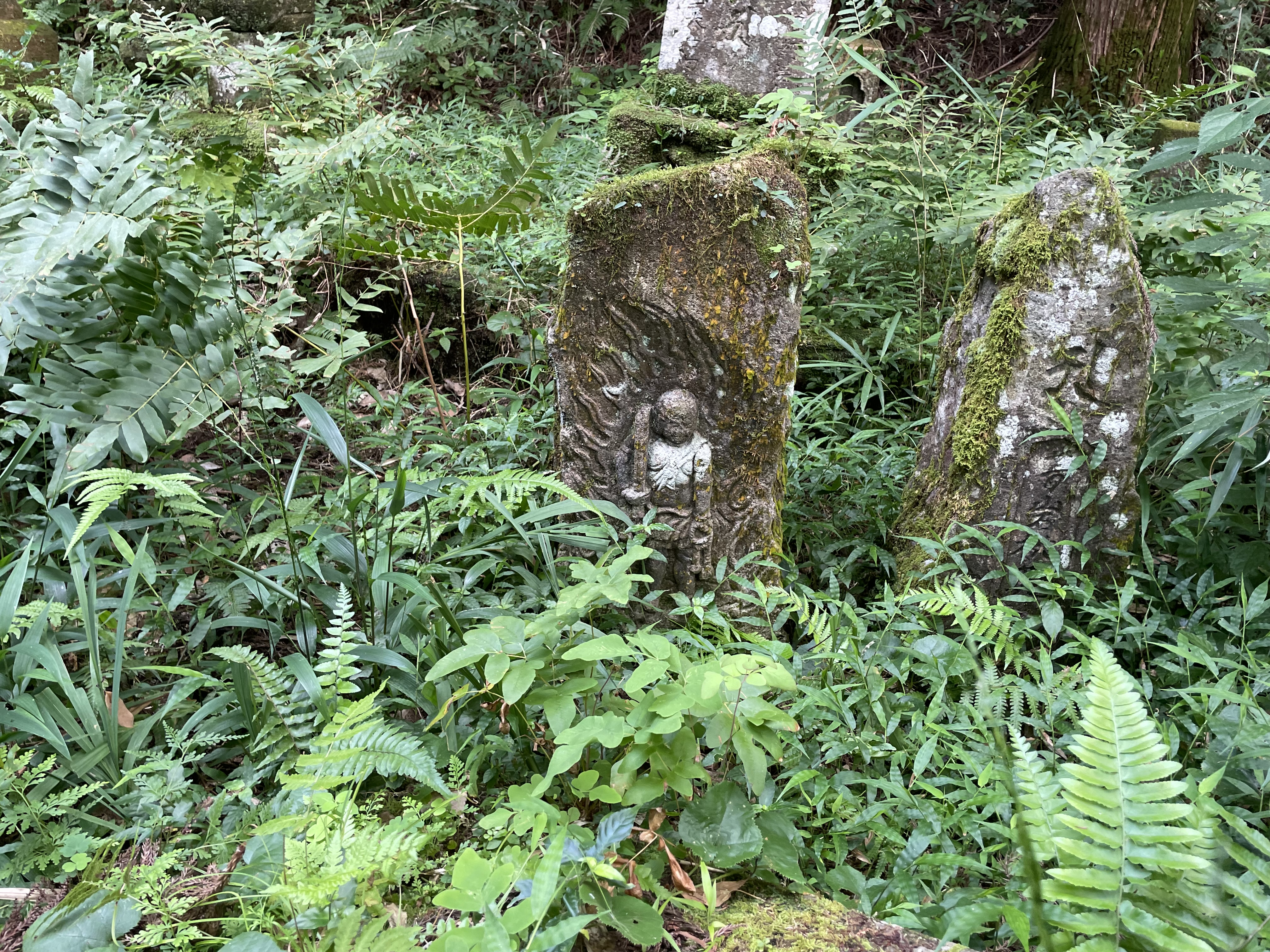
不動明王像

## 廃寺後
現在は跡地に不動堂が建てられ、近くに再興された金剛力士仁王像二基が立っている。石像の寺門、石段、礎石なども残っている。

## 文化財

### 南九州市指定文化財
- 宝光院跡の仁王像（平成18年（2006年）6月30日指定）

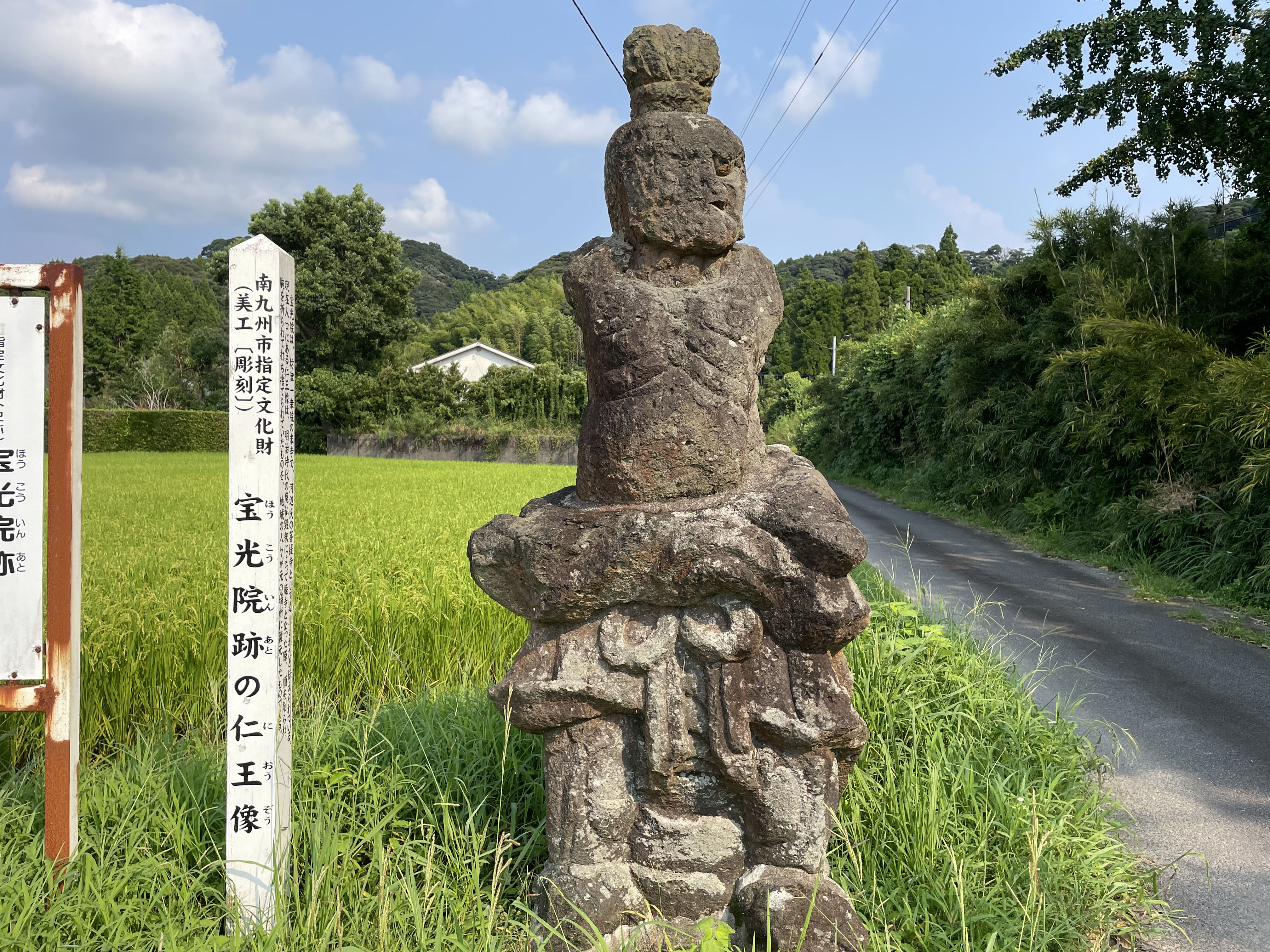
金剛力士仁王像（左）
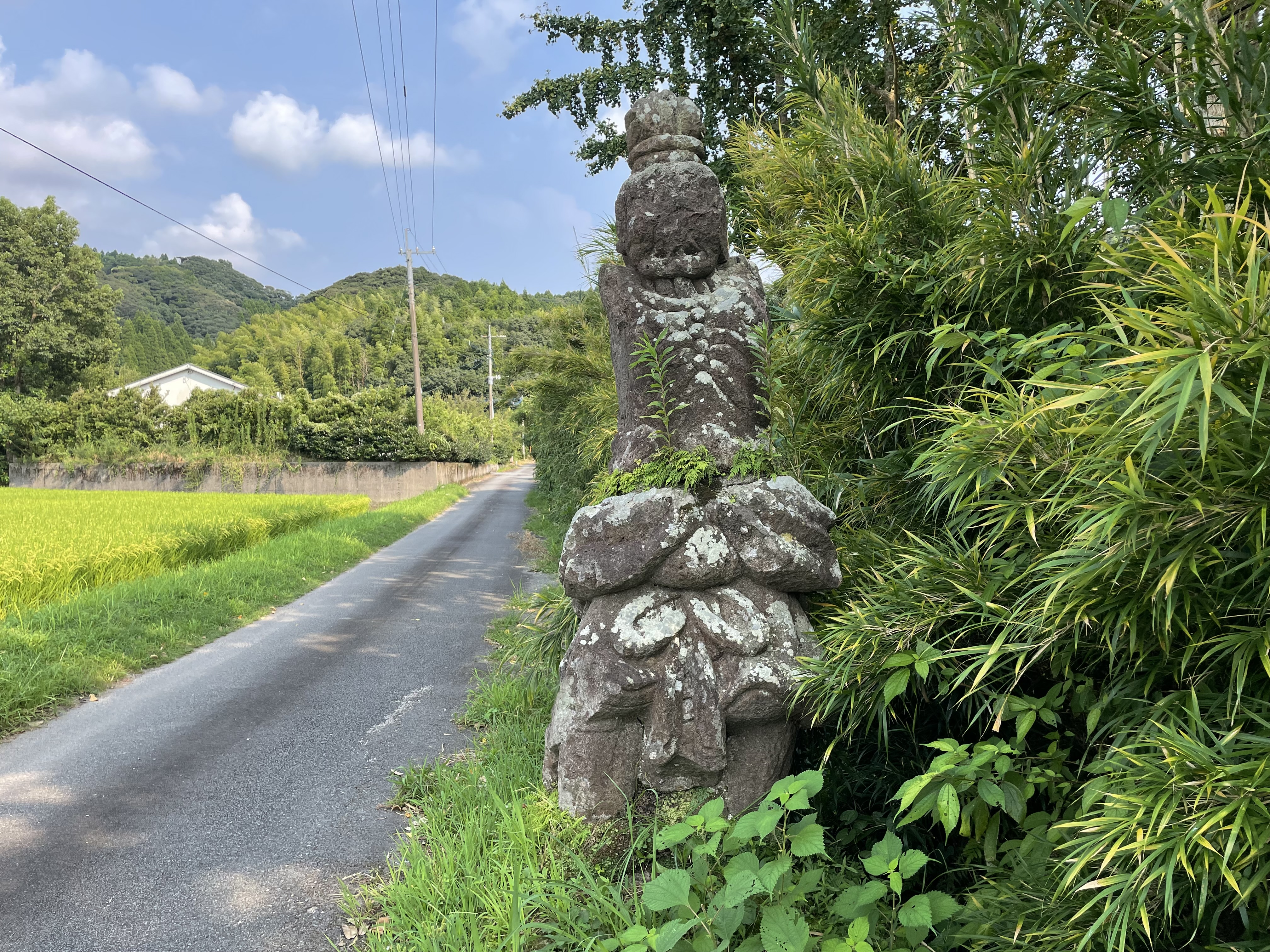
金剛力士仁王像（右）

- 宝光院跡（昭和33年（1958年）6月6日指定）

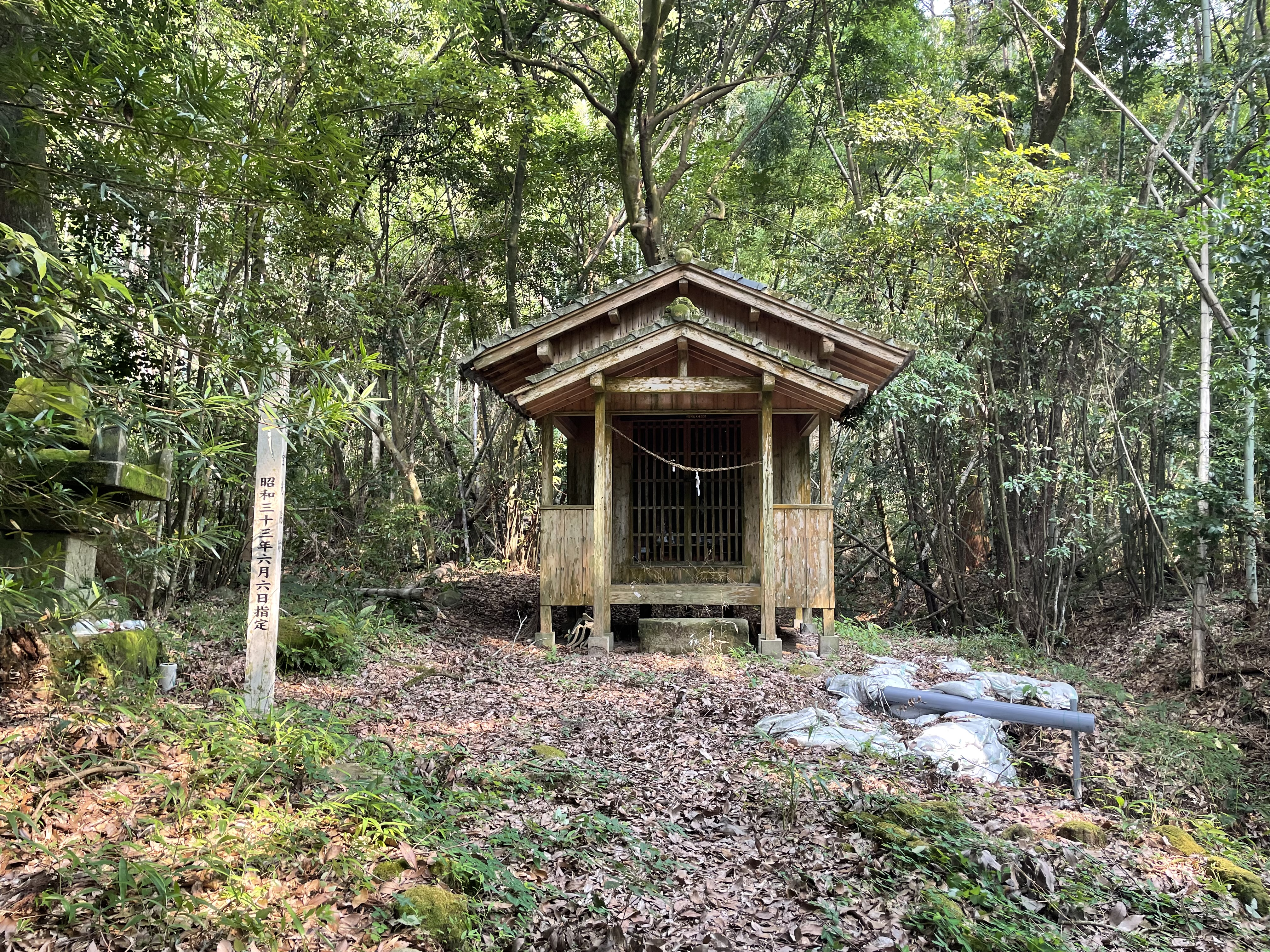
不動堂
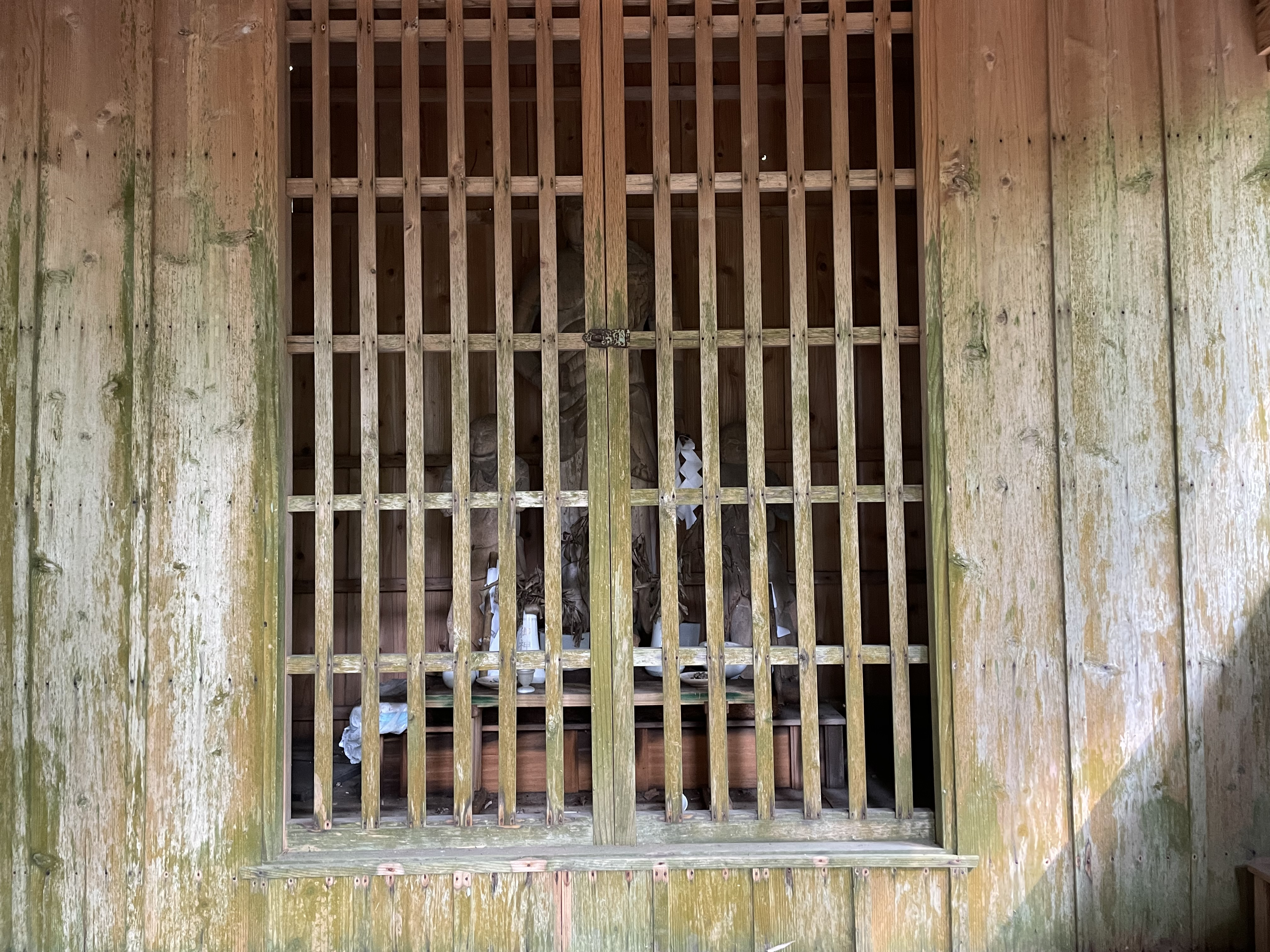
不動堂木造
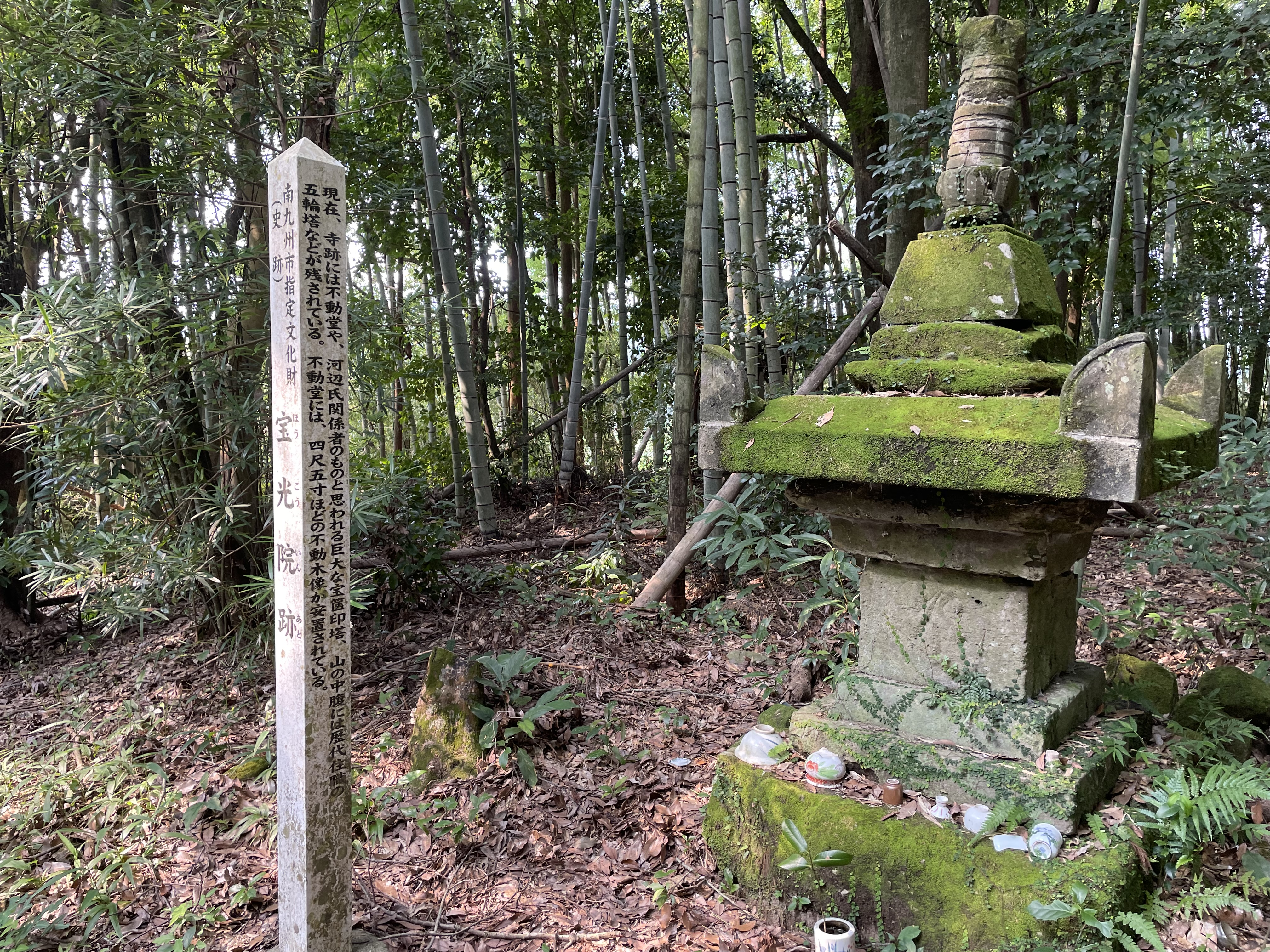
宝篋印塔
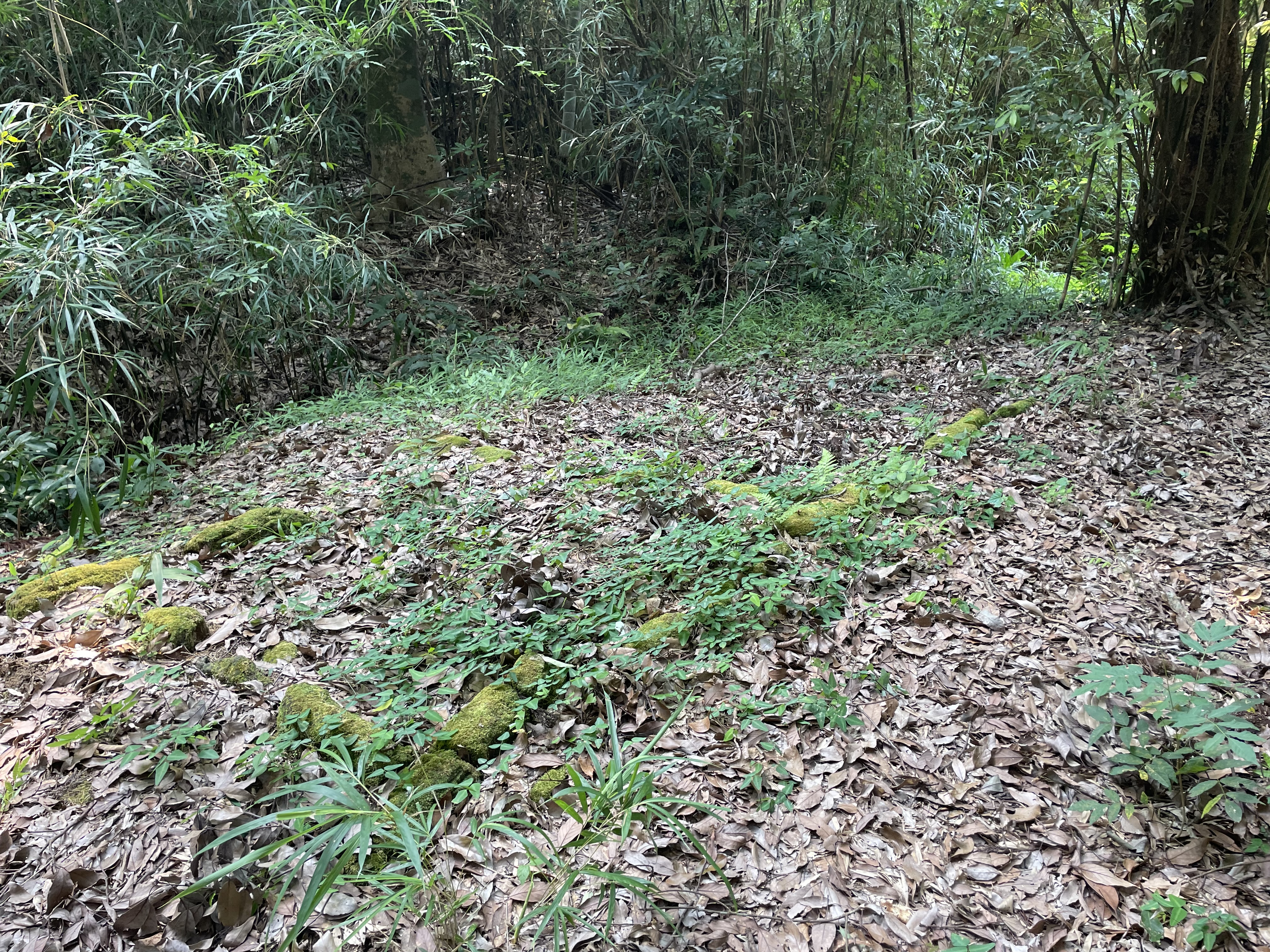
不動堂前の石段

- 層塔群（昭和42年（1967年）3月25日指定）

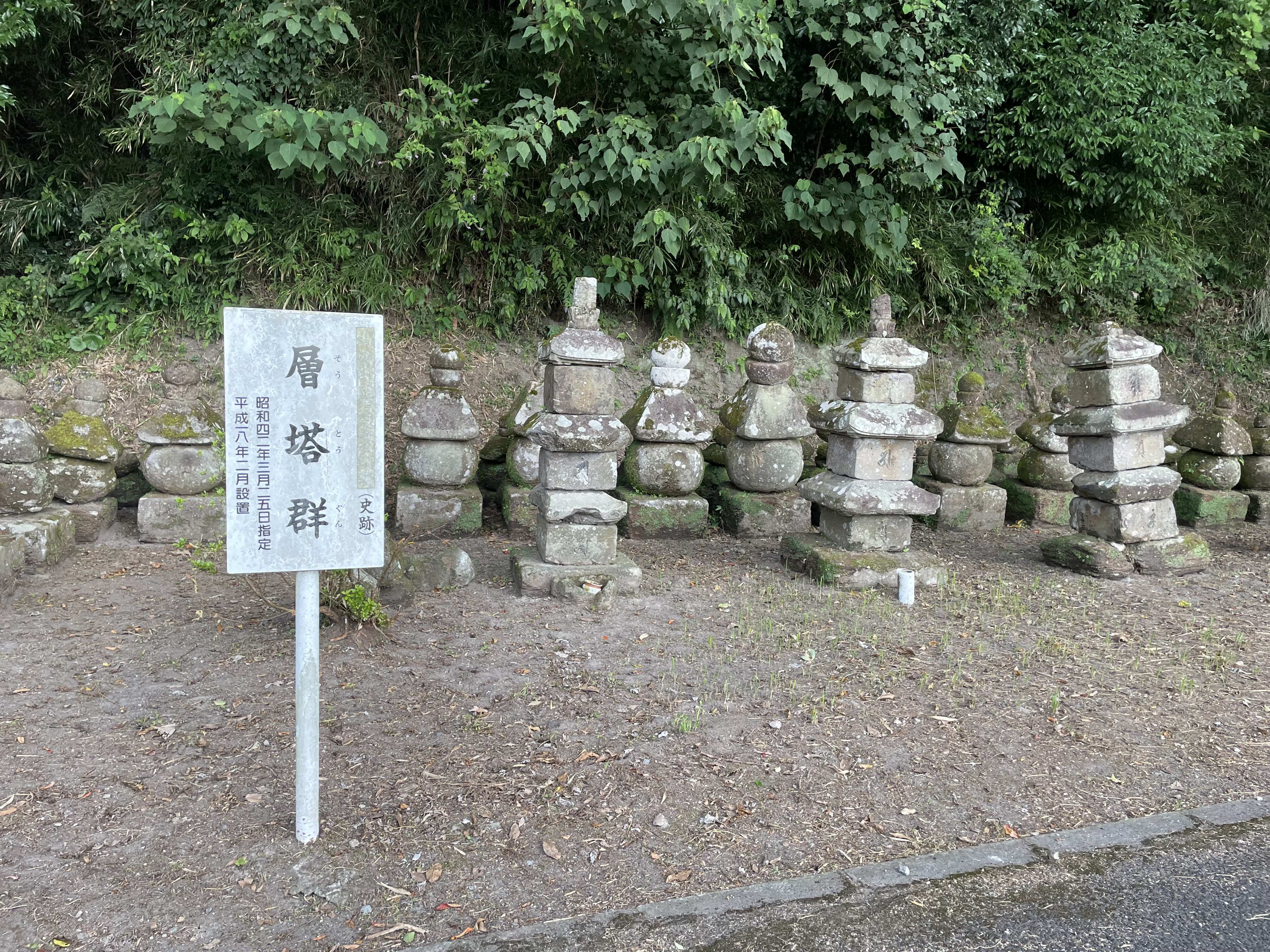
宝光院近くの層塔群

## 川辺仏壇との関わり
南九州市川辺町は川辺仏壇を有する日本有数の仏壇産地であり、その理由として地元業者は宝光院との関係をあげる人が多い。しかし、鹿児島県は日本で最も廃仏毀釈の激しかった地であり宝光院も上記の通り影形無く消滅しているため、何故この地で仏壇生産が盛んになったかははっきりしていない。川辺町で仏壇生産が始まったのは明治9年以降、平山地区の池田某が作ったのが初めてとのことである。

## 交通アクセス
- ひまわりバス(南九州市)松尾城・野間里線「宇都」バス停より徒歩2分（経路案内）。
- 南九州川辺ICより車で2分（経路案内）。